# باکت‌هد
برایان پاتریک کارول (به انگلیسی: Brian Patrick Carroll) که بیشتر با نام باکِت‌هِد (Buckethead) شناخته می‌شود نوازنده و ترانه‌سرای آمریکایی است. او علاوه بر کارهای تکی خودش با هنرمندان و گروه‌های موسیقی مختلف همکاری کرده‌است. باکت‌هد در نوازندگی با سازهای مختلف مهارت دارد و فعالیت موسیقی او گسترهٔ وسیعی از سبک‌ها-ترش متال تا جَز- را دربرمی‌گیرد.
او در زمان اجرا یک سطل کی‌اف‌سی روی سرش می‌گذارد که بر روی آن در کنار لوگوی کی‌اف‌سی و روی یک نوار نارنجی رنگ، عبارت «تشییع جنازه» با برچسب سیاه رنگ درج شده‌است و از یک ماسک سفید رنگ-شبیه ماسک بازیگران تئاتر- برای پوشاندن چهره‌اش استفاده می‌کند. نحوهٔ عجیب حضور باکت‌هد بر روی صحنه، در واقع اعتراضی است به قتل عام میلیون‌ها مرغ که برای تأمین مصرف رستوران‌های زنجیره‌ای کی‌اف‌سی، روزانه در سراسر دنیا کشته می‌شوند.
باکِت‌هِد همچنین از نمایش نانچکو و رقص آدم آهنی مانند، در اجراهای زنده بهره می‌گیرد.
جدا از مسئلهٔ اجراهای نمایشی، باکت‌هد عمده شهرت‌اش را به عنوان یک نوازندهٔ چیره‌دست گیتار الکتریک به‌دست آورده است. او در نظرسنجی نشریهٔ GuitarOne تحت عنوان «۲۰ درندهٔ برتر گیتار در همهٔ زمان‌ها»، رتبهٔ ششم را به خود اختصاص داد. نام باکت‌هد همچنین در لیست پنجاه نفرهٔ نشریهٔ دنیای گیتار با عنوان «سریع‌ترین نوازندگان گیتار الکتریک همهٔ دوران» به چشم می‌خورد.